# Astragalus arguricus
Astragalus arguricus är en ärtväxtart som beskrevs av Aleksandr Andrejevitj Bunge. Astragalus arguricus ingår i släktet vedlar, och familjen ärtväxter. Inga underarter finns listade i Catalogue of Life.